# Травилла, Уильям
Уильям Травилла (англ. William Travilla; 22 марта 1920 года — 2 ноября 1990 года), более известный под профессиональным именем Травилла, — американский художник по костюмам театра, кино и телевидения. Считается самым известным дизайнером, создававшим одежду для Мэрилин Монро. В его платьях Монро появилась в восьми фильмах.

## Биография
Уильям Травилла родился 22 марта 1920 года в Лос-Анджелесе, штат Калифорния. Окончил Университет Вудбери, в 1941 году начал работать в Голливуде. 19 августа 1944 года женился на актрисе, певице и танцовщице Доне Дрейк.
После работы над несколькими фильмами категории «B», карьера Травиллы в Голливуде пошла вверх, и в 1950 году он был удостоен «Оскара» за костюмы Эррола Флинна (дон Жуан) в фильме «Похождения дона Жуана». В 1951 году он разработал костюмы для ставшей впоследствии классической научно-фантастической притчи «День, когда Земля остановилась». После этого он работал главным образом на киностудии 20th Century Fox, где среди прочего участвовал в создании образа Элиа Казана в фильме «Вива, Сапата!».
В 1951 году у Травиллы родилась дочь Ниа. К 1952 году он стал близким другом Мэрилин Монро и создал для неё костюмы в фильмах «Можно входить без стука» и «Джентльмены предпочитают блондинок». В последующие годы он разработал ещё несколько костюмов для Монро, а в 1955 году создал одно из самых знаменитых своих творений — плиссированное коктейльное платье цвета слоновой кости для фильма «Зуд седьмого года». Именно в нём Монро стояла на вентиляционной решётке Нью-Йоркского метро, когда ветер от проходящего по тоннелю поезда поднимал её юбку. Фотографии этой сцены стали самим синонимом Монро. Знаковое платье позже было приобретено актрисой Дебби Рейнолдс, а в 2011 году продано с аукциона за $4 600 000. Монро однажды написала Травилле: «Дорогой Билли, пожалуйста, одевай меня всегда. Я люблю тебя. Мэрилин».
Травилла также был номинирован на «Оскар» за работу над фильмами «Как выйти замуж за миллионера», «Нет лучше бизнеса, чем шоу-бизнес», в которых Мэрилин Монро носила множество нарядов его авторства.
24 марта 1960 года Уильям Травилла появился в шоу-викторине You Bet Your Life, которое вёл Граучо Маркс.
В конце 1970-х годов, Травилла в основном работал на телевидении. Одной из наиболее популярных его работ стал мини-сериал 1983 года «Поющие в терновнике». Травилла семь раз номинировался на премию «Эмми» и дважды удостаивался этой награды: в 1980 году в категории «Лучший дизайн костюмов для ограниченного сериала или специального выпуска» за Война Скарлетт О’Хары, а также 1985 году в номинации «Лучшие костюмы для сериала» за работу в телевизионном шоу «Даллас».

## Смерть и наследие
Уильям Травилла умер 2 ноября 1990 года в Лос-Анджелесе, Калифорния, от рака лёгких в возрасте 70 лет.
Его личная коллекция отправилась в мировое турне в 2008 году. Первая выставка состоялась в Англии, затем была проведена в Лос-Анджелес и в 2009 году — в Палм-Спрингс, Калифорния. В коллекции представлены платья, которые носили Мэрилин Монро, Дайон Уорвик, Уитни Хьюстон, Фэй Данауэй, Джуди Гарленд, Шэрон Тейт, Джейн Рассел, Бетти Грейбл, Лана Тёрнер, Дайан Кэрролл, Сьюзэн Хэйворд, Лоретта Янг, Джоан Вудворд, Барбара Стэнвик и множество других актрис кино и телевидения. Также представлены «Оскар», разработанные Травиллой узоры, предметы из пошивочной мастерской и многочисленные оригинальные акварельные эскизы костюмов.